# Cantó de Saint-Claude (Jura)
El cantó de Saint-Claude és un cantó francès del departament del Jura, situat al districte de Saint-Claude. Té 19 municipis i el cap és Saint-Claude.

## Municipis
- Avignon-lès-Saint-Claude
- Chassal
- Cuttura
- Lajoux
- Lamoura
- Lavancia-Épercy
- Lavans-lès-Saint-Claude
- Leschères
- Molinges
- Les Molunes
- Ponthoux
- Ravilloles
- La Rixouse
- Saint-Claude
- Saint-Lupicin
- Septmoncel
- Vaux-lès-Saint-Claude
- Villard-Saint-Sauveur
- Villard-sur-Bienne

## Història
| Data d'elecció                           | Identitat        | Partit                                 | Qualitat |
| ---------------------------------------- | ---------------- | -------------------------------------- | -------- |
| 1945-1951                                | M. Meunier       | SFIO                                   |          |
| 1951-1958                                | M. Cottet-Émard  | MRP                                    |          |
| 1958-1988                                | Louis Jaillon    | Divers droite, després CD, després UDF |          |
| 1988-1994                                | Pierre Corriol   | PS                                     |          |
| 1994-2008                                | Denis Vuillermoz | Divers gauche, després PS              |          |
| 2008-                                    | Raphaël Perrin   | Divers gauche, després PS, després PRG |          |
| les dades anteriors no són pas conegudes |                  |                                        |          |
|                                          |                  |                                        |          |